# Saavedra (Cile)
Saavedra, chiamata anche Puerto Saavedra, è un comune del Cile della provincia di Cautín nella Regione dell'Araucanía. Al censimento del 2002 possedeva una popolazione di 14.034 abitanti.

## Società

### Evoluzione demografica
| Censimento del 1992 | Censimento del 2002 |
| 14.432 ab.          | 14.034 ab.          |